# Rosemère
Rosemère är en en stad (kommun av typen ville) i provinsen Québec i Kanada. Den ligger i regionen Laurentides, i den sydöstra delen av landet, 150 km öster om huvudstaden Ottawa. Det ursprungligen engelska namnet Rosemere ("Rosenkärr" efter vildrosorna i området) gavs till en järnvägsstation 1880 och förfranskades ("Rosenmor") genom tillägg av en accent på 1940-talet.
Kommunen är officiellt tvåspråkig (franska och engelska), med 75 % fransktalande och 16 % engelsktalande (modersmålstalare) vid folkräkningen 2021.